# Piz Quattervals
Il Piz Quattervals (3.165 m s.l.m.) è una montagna delle Alpi Retiche occidentali (sottosezione Alpi di Livigno).

## Descrizione
Si trova nello svizzero Canton Grigioni non lontano dalla frontiera con l'Italia. È situato nel Parco nazionale Svizzero.
Il toponimo significa vetta delle quattrovalli e le quattro valli interessate sono: Val Tantermozza, Valletta, Val Sassa e Val Müschauns.

## Salita alla vetta
Si può salire sulla vetta partendo dalla Chamanna Cluozza (1.882 m), rifugio che è raggiungibile da Zernez (1.473 m).